# Estudis orientals
Els estudis orientals són un camp de les humanitats que estudia les cultures d'Orient, sobretot les de la Xina, Índia i Japó. Adopten un enfocament interdisciplinari, de manera que estudien la literatura, la filosofia, l'art, les llengües, la història, l'economia i la sociologia d'aquests pobles per mirar d'assolir una visió de conjunt. Aquest tipus d'estudi per àrees culturals i no tant per disciplines acadèmiques van sorgir a mitjans del segle XX per vèncer el cientifisme i l'excessiva especialització dels departaments universitaris, ajudats per teories com la desconstrucció o les crítiques feministes. A nivell de titulació, corresponen a estudis de grau i de segon cicle a la universitat espanyola. S'observa una indefinició entre el camp d'estudi i el concepte "oriental" en ell mateix, objecte de discussió, que prové del concepte orientalisme.